# Bulgaria en los Juegos Olímpicos de Sochi 2014
Bulgaria estuvo representada en los Juegos Olímpicos de Sochi 2014 por un total de 18 deportistas que compitieron en 6 deportes. Responsable del equipo olímpico fue el Comité Olímpico Búlgaro, así como las federaciones deportivas nacionales de cada deporte con participación.
La portadora de la bandera en la ceremonia de apertura fue la esquiadora alpina Mariya Kirkova. El equipo olímpico búlgaro no obtuvo ninguna medalla en estos Juegos.